# 95 tesi di Lutero

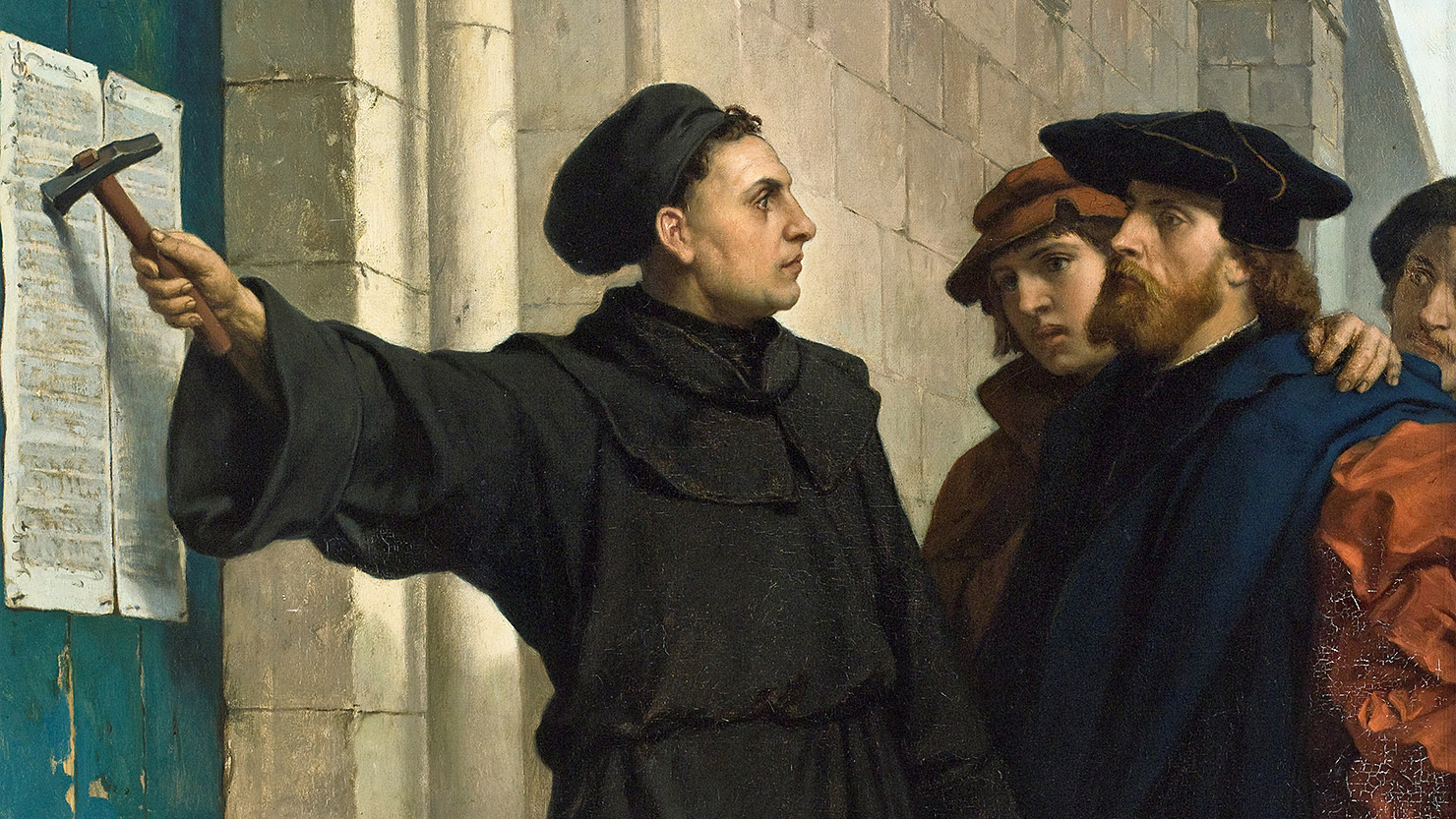
Lutero illustra le sue 95 tesi appena affisse

La Discussione sulla dichiarazione del potere delle indulgenze (in latino Disputatio pro declaratione virtutis indulgentiarum), nota anche come Le 95 tesi, fu un elenco di tesi, redatte dal frate agostiniano Martin Lutero. Dal 16 al 18 aprile 1521 Lutero fu convocato per ritrattarle alla Dieta di Worms ma, invece di abiurare, difese dinanzi all'assemblea la sua riforma del cristianesimo, che sarà successivamente denominata Riforma protestante.
Si racconta che questo elenco di tesi sia stato affisso alla porta della chiesa del castello (Schlosskirche) di Wittenberg, in vista di una pubblica assemblea in cui Lutero avrebbe difeso e provato le proprie affermazioni, come era allora costume corrente nei centri universitari. Ma, in realtà, non risultano testimonianze coeve dell'affissione. Autorevoli storici hanno sostenuto che le 95 tesi furono in realtà inviate il 31 ottobre 1517 ai vescovi interessati e che furono diffuse solo dopo la mancata risposta dei vescovi. La storia dell'affissione infatti è raccontata nel 1546 da Filippo Melantone, che peraltro il 31 ottobre 1517 non era a Wittenberg.
Comunque, questo ipotetico gesto per convenzione storica è considerato l'inizio della Riforma protestante.

## Contesto storico-religioso
Impegnato nel grandioso progetto di rifacimento della Basilica di San Pietro in Vaticano, papa Leone X si trovava in una profonda crisi finanziaria, anche perché la Santa Sede aveva già contratto un enorme debito per le guerre antifrancesi in Italia.  Fu quindi bandita, attraverso le diocesi, compresa quella di Magonza, un'intensa campagna di vendita straordinaria di indulgenze.
Il principe elettore di Sassonia Federico il Saggio, nel cui territorio Lutero viveva e insegnava, e suo cugino il duca Giorgio di Sassonia, il cui territorio era confinante, si riservarono la vendita di indulgenze nelle loro terre, ma i fedeli si mettevano comunque in viaggio per acquistarle nelle terre confinanti. Si raggiunsero eccessi e si diffusero interpretazioni distorte della dottrina in materia di sacramenti: «si verificavano grossolani abusi, per cui, confondendo la pena temporale con la colpa, si prometteva che bastasse acquistare la bolla indulgenziale per ottenere il perdono di determinati peccati o che l'anima (ad esempio di parenti defunti) "volasse dal purgatorio in cielo"».
L'azione di Lutero fu in gran parte una risposta a questa vendita di indulgenze da parte di Johann Tetzel, un frate domenicano, che agiva su commissione dell'arcivescovo Alberto di Magonza nominato commissario dal papa Leone X, in quelle terre. Lutero trovava inammissibile che la remissione della pena per i peccati commessi potesse essere lucrata con il versamento di una somma di denaro, considerando che secondo la dottrina cattolica l'assoluzione penitenziale rimette la colpa ma non la pena (che per i morti è scontata nel purgatorio). Per sostenere le sue convinzioni redasse le 95 tesi, invitando il principe di Sassonia e la comunità accademica a una discussione sul valore e l'efficacia delle pene e delle indulgenze. L'iniziativa di Lutero provocò ben presto una scossa religiosa, che ebbe non poche ripercussioni anche di carattere politico.
Secondo la tradizione, Lutero affisse l'elenco delle tesi sul portone della chiesa di Ognissanti del castello di Wittenberg, il 31 ottobre 1517. L'evento non è documentato da testimonianze coeve, mentre è documentato l'uso delle porte delle chiese con una funzione molto simile alle bacheche per gli annunci. La maggior parte degli storici concorda che in quella data Lutero spedì le 95 tesi all'arcivescovo di Magonza Alberto di Hohenzollern e ad altri vescovi, ad alcuni amici e ad altre università. Alcuni storici suggeriscono che l'affissione potrebbe essere avvenuta nel novembre del 1517. Resta però il fatto che Lutero stesso non racconta in nessuno dei suoi scritti l'accaduto.
Lo storico Erwin Iserloh rigettò la storicità dell'affissione delle 95 tesi sulla chiesa del castello di Wittenberg, attestata solamente da Melantone, e dopo la morte di Lutero. Tale opinione è stata condivisa nel 2016 da Giancarlo Pani nella rivista La Civiltà Cattolica, diretta da un collegio di scrittori gesuiti.

## Le 95 tesi
1. Il Signore e maestro Gesù Cristo, dicendo: "Fate penitenza", volle che tutta la vita dei fedeli fosse un sacro pentimento.
2. Questa parola non può intendersi nel senso di Penitenza sacramentale (cioè confessione e soddisfazione, che si celebra per il ministero dei sacerdoti).
3. Non intende però solo la penitenza interiore, anzi quella interiore è nulla se non produce esteriormente varie mortificazioni della carne.
4. Rimane cioè l'espiazione sin che rimane l'odio di sé (che è la vera penitenza interiore), cioè il Regno dei Cieli.
5. Il papa non vuole né può rimettere alcuna pena, fuorché quelle che ha imposte per volontà propria o dei canoni.
6. Il papa non può rimettere alcuna colpa, se non dichiarando e approvando che è stata rimessa da Dio o rimettendo nei casi a lui riservati, fuori dei quali la colpa rimarrebbe certamente.
7. Sicuramente Dio non rimette la colpa a nessuno senza sottometterlo contemporaneamente al sacerdote suo vicario, completamente umiliato.
8. I canoni penitenziali sono imposti solo ai vivi, e nulla si deve imporre in base ad essi ai moribondi.
9. Lo Spirito santo dunque, nel papa, ci benefica eccettuando sempre nei suoi decreti, i casi di morte e di necessità.
10. Agiscono male e con ignoranza quei sacerdoti, i quali riservano penitenze canoniche per il purgatorio ai moribondi.
11. Tali zizzanie del mutare una pena canonica in una pena del purgatorio certo appaiono seminate mentre i vescovi dormivano.
12. Una volta le pene canoniche erano imposte non dopo, ma prima dell'assoluzione, come prova della vera contrizione.
13. I morituri soddisfano ogni cosa con la morte, e sono già morti alla legge dei canoni, essendone sollevati per diritto.
14. L'integrità o carità perfetta del morente, porta necessariamente con sé un gran timore, tanto maggiore quanto essa è minore.
15. Questo timore e orrore basta da solo, per tacere d'altro, a costituire la pena del purgatorio, poiché è prossimo all'orrore della disperazione.
16. L'inferno, il purgatorio ed il paradiso sembrano distinguersi tra loro come la disperazione, la quasi disperazione e la sicurezza.
17. Sembra necessario che nelle anime del purgatorio di tanto diminuisca l'orrore di quanto aumenti la carità.
18. Né appare approvato sulla base della ragione e delle scritture, che queste anime siano fuori della capacità di meritare o dell'accrescimento della carità.
19. Né appare provato che esse siano certe e sicure della loro beatitudine, almeno tutte, sebbene noi ne siamo certissimi.
20. Dunque il papa con la remissione plenaria di tutte le pene non intende semplicemente di tutte, ma solo di quelle imposte da lui.
21. Sbagliano pertanto quei predicatori d'indulgenze, i quali dicono che per le indulgenze papali l'uomo è sciolto e salvato da ogni pena.
22. Il papa, anzi, non rimette alle anime in purgatorio nessuna pena che avrebbero dovuto subire in questa vita secondo i canoni.
23. Se mai può essere concessa ad alcuno la completa remissione di tutte le pene, è certo che essa può esser data solo ai perfettissimi, cioè a pochissimi.
24. È perciò inevitabile che la maggior parte del popolo sia ingannata da tale indiscriminata e pomposa promessa di liberazione dalla pena.
25. La stessa potestà che il papa ha in genere sul purgatorio, l'ha ogni vescovo e curato in particolare nella propria diocesi o parrocchia.
26. Il papa fa benissimo quando concede alle anime la remissione non per il potere delle chiavi (che non ha) ma a modo di suffragio
27. Predicano da uomini, coloro che dicono che, subito, come il soldino ha tintinnato nella cassa l'anima se ne vola via.
28. Certo è che al tintinnio della moneta nella cesta possono aumentare la petulanza e l'avarizia: invece il suffragio della chiesa è in potere di Dio solo.
29. Chi sa se tutte le anime del purgatorio desiderano essere liberate, a giudicare da un aneddoto che si narra riguardo ai santi Severino e Pasquale?[7].
30. Nessuno è certo della sincerità della propria contrizione, tanto meno del conseguimento della remissione plenaria.
31. Tanto è raro il vero penitente, altrettanto è raro chi acquista veramente le indulgenze, cioè rarissimo.
32. Saranno dannati in eterno con i loro maestri coloro che credono di essere sicuri della loro salvezza sulla base delle lettere di indulgenza.
33. Specialmente sono da evitare coloro che dicono che tali perdoni del papa sono quel dono inestimabile di Dio mediante il quale l'uomo è riconciliato con Dio.
34. Infatti tali grazie ottenute mediante le indulgenze riguardano solo le pene della soddisfazione sacramentale stabilite dall'uomo.
35. Non predicano cristianamente quelli che insegnano che non è necessaria la contrizione per chi riscatta le anime o acquista lettere di indulgenza.
36. Qualsiasi cristiano veramente pentito ottiene la remissione plenaria della pena e della colpa che gli è dovuta anche senza lettere di indulgenza.
37. Qualunque vero cristiano, sia vivo che morto, ha la parte datagli da Dio a tutti i beni di Cristo e della Chiesa, anche senza lettere di indulgenza.
38. Tuttavia la remissione e la partecipazione del papa non deve essere disprezzata in nessun modo perché, come ho detto (tesi numero 6), è la dichiarazione della remissione divina.
39. È straordinariamente difficile anche per i teologi più saggi esaltare davanti al popolo ad un tempo la prodigalità delle indulgenze e la verità della contrizione.
40. La vera contrizione cerca ed ama le pene, la larghezza delle indulgenze produce rilassamento e fa odiare le pene o almeno ne dà occasione.
41. I perdoni apostolici devono essere predicati con prudenza, perché il popolo non intenda erroneamente che essi sono preferibili a tutte le altre buone opere di carità.
42. Bisogna insegnare ai cristiani che non è intenzione del papa equiparare in alcun modo l'acquisto delle indulgenze con le opere di misericordia.
43. Si deve insegnare ai cristiani che è meglio dare a un povero o fare un prestito a un bisognoso che non acquistare indulgenze.
44. Poiché la carità cresce con le opere di carità e fa l'uomo migliore, mentre con le indulgenze non diventa migliore ma solo più libero dalla pena.
45. Occorre insegnare ai cristiani che chi vede un bisognoso, e trascurandolo dà per le indulgenze, si merita non l'indulgenza del papa ma l'indignazione di Dio.
46. Si deve insegnare ai cristiani che se non abbondano i beni superflui, debbono tenere il necessario per la loro casa e non spenderlo per le indulgenze.
47. Si deve insegnare ai cristiani che l'acquisto delle indulgenze è libero e non di precetto.
48. Si deve insegnare ai cristiani che il papa come ha maggior bisogno così desidera maggiormente per sé, nel concedere le indulgenze, devote orazioni piuttosto che monete sonanti.
49. Si deve insegnare ai cristiani che i perdoni del papa sono utili se essi non vi confidano, ma diventano molto nocivi, se per causa loro si perde il timor di Dio.
50. Si deve insegnare ai cristiani che se il papa conoscesse le esazioni dei predicatori di indulgenze, preferirebbe che la Basilica di San Pietro andasse in cenere piuttosto che essere edificata sulla pelle, la carne e le ossa delle sue pecorelle.
51. Si deve insegnare ai cristiani che il papa, come deve, vorrebbe, anche a costo di vendere - se fosse necessario - la basilica di San Pietro, dare dei propri soldi a molti di quelli ai quali alcuni predicatori di indulgenze estorcono denaro.
52. È vana la fiducia nella salvezza mediante le lettere di indulgenza. Anche se un commissario e perfino lo stesso papa impegnasse per esse la propria anima.
53. Nemici di Cristo e del papa sono coloro i quali perché si predichino le indulgenze fanno tacere completamente la parola di Dio in tutte le altre chiese.
54. Si fa ingiuria alla parola di Dio quando in una stessa predica si dedica un tempo eguale o maggiore all'indulgenza che ad essa.
55. È sicuramente desiderio del papa che se si celebra l'indulgenza, che è cosa minima, con una sola campana, una sola processione, una sola cerimonia, il vangelo, che è la cosa più grande, sia predicato con cento campane, cento processioni, cento cerimonie.
56. I tesori della Chiesa, dai quali il papa attinge le indulgenze, non sono sufficientemente ricordati né conosciuti presso il popolo cristiano.
57. Certo è evidente che non sono beni temporali, che molti predicatori non li profonderebbero tanto facilmente ma piuttosto li raccoglierebbero.
58. Né sono i meriti di Cristo e dei santi, perché questi operano sempre, indipendentemente dal papa, la grazia dell'uomo interiore, la croce, la morte e l'inferno dell'uomo esteriore.
59. San Lorenzo chiamò tesoro della Chiesa i poveri, ma egli usava il linguaggio del suo tempo.
60. Senza temerarietà diciamo che questo tesoro è costituito dalle chiavi della Chiesa donate per merito di Cristo.
61. È chiaro infatti che per la remissione delle pene e dei casi basta la sola potestà del papa.
62. Vero tesoro della Chiesa di Cristo è il sacrosanto Vangelo, gloria e grazia di Dio.
63. Ma questo tesoro è a ragione odiosissimo perché dei primi fa gli ultimi.
64. Ma il tesoro delle indulgenze è a ragione gratissimo perché degli ultimi fa i primi.
65. Dunque i tesori evangelici sono reti con le quali un tempo si pescavano uomini ricchi.
66. Ora i tesori delle indulgenze sono reti con le quali si pescano le ricchezze degli uomini.
67. Le indulgenze, che i predicatori proclamano grazie grandissime, si capisce che sono veramente tali quanto al guadagno che promuovono.
68. E sono in realtà le minime paragonate alla grazia di Dio e alla pietà della croce.
69. I vescovi e i parroci sono tenuti a ricevere con ogni riverenza i commissari dei perdoni apostolici.
70. Ma più sono tenuti a vigilare con gli occhi e le orecchie che essi non predichino, invece del mandato avuto dal papa, le loro fantasie.
71. Chi parla contro la verità dei perdoni apostolici sia anatema e maledetto.
72. Chi invece si oppone alla cupidigia e alla licenza del parlare del predicatore di indulgenze, sia benedetto.
73. Come il papa giustamente fulmina coloro che operano qualsiasi macchinazione a danno della vendita delle indulgenze.
74. Così molto più gravemente intende fulminare quelli che col pretesto delle indulgenze operano a danno della santa carità e verità.
75. Ritenere che le indulgenze papali siano tanto potenti da poter assolvere un uomo, anche se questi, per un caso impossibile, avesse violato la madre di Dio, è essere pazzi.
76. Al contrario diciamo che i perdoni papali non possono cancellare neppure il minimo peccato veniale, quanto alla colpa.
77. Dire che neanche san Pietro, se pure fosse papa, potrebbe dare grazie maggiori, è bestemmia contro san Pietro e il papa.
78. Diciamo invece che questo e qualsiasi papa ne ha di maggiori, cioè l'evangelo, le virtù, i doni di guarigione, ecc. secondo 12[8].
79. Dire che la croce eretta solennemente con le armi papali equivale alla croce di Cristo, è blasfemo.
80. I vescovi, i parroci e i teologi che consentono che tali discorsi siano tenuti al popolo ne renderanno conto.
81. Questa scandalosa predicazione delle indulgenze fa sì che non sia facile neppure ad uomini dotti difendere la riverenza dovuta al papa dalle calunnie e dalle sottili obiezioni dei laici.
82. Per esempio: perché il papa non vuota il purgatorio a motivo della santissima carità e della somma necessità delle anime, che è la ragione più giusta di tutte, quando libera un numero infinito di anime in forza del funestissimo denaro dato per la costruzione della basilica, che è una ragione debolissima?
83. Parimenti: perché continuano le esequie e gli anniversari dei defunti, e invece il papa non restituisce ma anzi permette di ricevere lasciti istituiti per loro, mentre è già un'ingiustizia pregare per dei redenti?
84. Parimenti: che è questa nuova di Dio e del papa, per cui si concede ad un uomo empio e peccatore di redimere in forza del danaro un'anima pia e amica di Dio, e tuttavia non la si redime per gratuita carità in base alla necessità di tale anima pia e diletta?
85. Ancora: perché canoni penitenziali per sé stessi e per il disuso già da tempo morti e abrogati, tuttavia a motivo della concessione delle indulgenze sono riscattati ancora col denaro come se avessero ancora vigore?
86. Ancora: perché il papa le cui ricchezze oggi sono più opulente di quelle degli opulentissimi Crassi, non costruisce una sola basilica di San Pietro con i propri soldi invece che con quelli dei poveri fedeli?
87. Ancora: cosa rimette o partecipa il papa a coloro che con la contrizione perfetta hanno diritto alla piena remissione e partecipazione?
88. Ancora: quale maggior bene si recherebbe alla Chiesa, se il papa, come fa ogni tanto, così cento volte ogni giorno attribuisse queste remissioni e partecipazioni a ciascun fedele?
89. Dato che il papa con le indulgenze cerca la salvezza delle anime piuttosto che il danaro perché sospende le lettere e le indulgenze già concesse, quando sono ancora efficaci?
90. Soffocare queste sottili argomentazioni dei laici con la sola autorità e non scioglierle con opportune ragioni significa esporre la chiesa e il papa alle beffe dei nemici e rendere infelici i cristiani.
91. Se dunque le indulgenze fossero predicate secondo lo spirito e l'intenzione del papa, tutte quelle difficoltà sarebbero facilmente dissipate, anzi non esisterebbero.
92. Addio dunque a tutti quei profeti, i quali dicono al popolo cristiano "Pace, pace", mentre non v'è pace.
93. Valenti tutti quei profeti, i quali dicono al popolo cristiano «Croce, croce», mentre non v'è croce.
94. Bisogna esortare i cristiani perché si sforzino di seguire il loro capo Cristo attraverso le pene, le mortificazioni e gli inferni.
95. E così confidino di entrare in cielo piuttosto attraverso molte tribolazioni che per la sicurezza della pace.

## La difesa delle 95 tesi di fronte alla Dieta di Worms

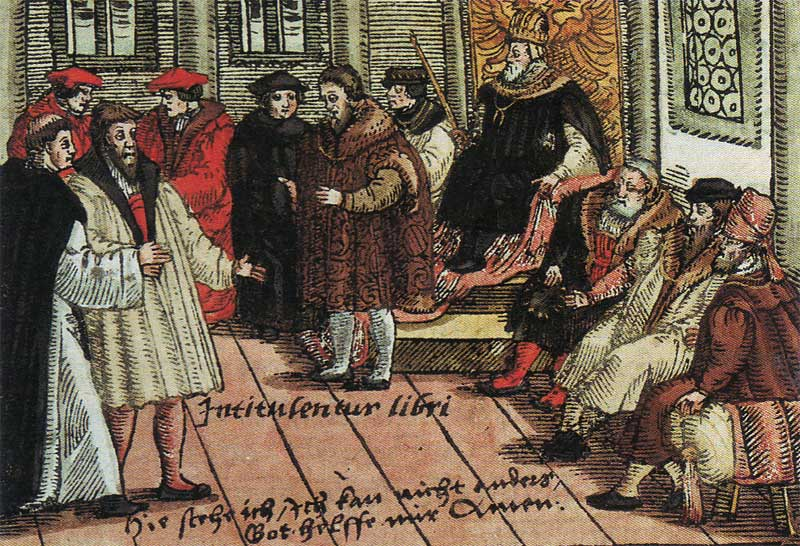
Martin Lutero a Worms

Il 3 gennaio 1521 con la bolla Decet Romanum Pontificem, Leone X scomunicava Martin Lutero con l'accusa di eresia hussita. Lutero aveva già spregiativamente bruciato in pubblico la bolla papale Exsurge Domine (15 giugno 1520) con la quale era stato minacciato di scomunica se non avesse desistito dal proprio intento (in suo pravo et damnato proposito obstinatum). Fatto del tutto eccezionale era che alla scomunica non seguisse l'intervento del braccio secolare per eseguire la condanna dell'eretico ma Carlo V, all'atto dell'elezione imperiale, aveva promesso che nessun suddito sarebbe stato condannato senza prima esser sottoposto a processo e il principe Federico il Saggio aveva ottenuto dall'imperatore la promessa che a Lutero, una volta giunto a Worms, non fosse fatto alcun male e che gli si sarebbe stato consentito di esporre le sue ragioni.
Il 17 aprile 1521, a Worms, dopo aver aspettato due ore ai piedi delle scale, Martin Lutero si trovò alla presenza dell'imperatore, che lo scrutava impassibile e silenzioso, e di tutti e sette i principi elettori. Su un tavolo erano gettati alla rinfusa le sue opere. Un consigliere disse: «Intitulentur libri» («Si leggano i titoli»). Lutero a voce bassa e parlando in latino e tedesco, li riconobbe per suoi ma aggiunse che per l'eventuale ritrattazione voleva un po' di tempo per riflettere. I membri della dieta si consigliarono e votarono. L'avvocato imperiale sostenne che Lutero non era degno di una proroga ma, per la buona disposizione dell'imperatore, gli si concedevano ventiquattr'ore. Carlo V lasciando la sala della dieta aveva detto al suo seguito: «Non sarà costui a farmi eretico».
Il giorno dopo Lutero, ancora dopo una lunga attesa, fu introdotto nella sala della dieta. L'avvocato imperiale lo apostrofò bruscamente stupendosi: «come in questioni di fede ci sia tanto da pensare e riflettere: nelle cose della fede non c'è dubbio, non ci può essere dubbio per nessuno. Rispondete dunque». 
Il "pater Martinus", esprimendosi in latino, dichiarò innanzitutto di parlare anche in difesa della nazione tedesca oppressa e angariata dalla corruzione e dalla fiscalità della Chiesa. Quanto poi nei suoi libri riguardava la fede, egli non poteva certo ritrattare e neanche quelle opere che criticavano l'operato del papa egli poteva ripudiare, poiché era dovere di ogni buon cristiano rimproverare chi si allontanava dalla dottrina evangelica.
Egli era invece pronto alla ritrattazione per gli scritti rivolti contro i suoi nemici, poiché riconosceva di avere esagerato nella polemica, ma non per la dottrina. Aggiungeva che egli sapeva bene che dalla sua predicazione sarebbero potuti nascere disordini, ma anche Cristo aveva detto che non era venuto per metter pace. Concluse chiedendo la protezione dell'imperatore dai suoi nemici. Si doveva ora tradurre in tedesco quanto era stato detto in latino ma Lutero appariva prostrato dalla fatica, dal caldo e dall'emozione tanto che uno dei consiglieri presenti gli disse che, se non se la sentiva, non era necessario continuare. Lutero allora si fece forza e ripeté il suo discorso in tedesco.
L'avvocato imperiale gli contestò che quanto era scritto nei suoi libri era argomento di vecchie eresie ormai confutate e che non era possibile credere che la Chiesa fosse vissuta nell'errore sino all'arrivo di Lutero stesso. Lutero si dichiarò pronto alla ritrattazione solo se lo avessero persuaso con scritti o con parole rifacendosi al Vangelo poiché egli non poteva andare contro la sua stessa coscienza mettendo a rischio la salvezza della sua anima:
L'avvocato chiese a Lutero se, a suo parere, la Chiesa avesse sino ad allora errato.
«Ebbene sì – rispose Lutero – ha sbagliato e per molti articoli; è chiaro come il sole e lo dimostrerò. Che Dio mi aiuti: sono pronto». 
A questo punto Carlo V disse di averne abbastanza e lasciò la dieta. La folla presente cominciò a tumultuare e la scorta delle guardie gli si avvicinò, altrettanto fecero i suoi amici temendo volessero arrestarlo ma Lutero li rassicurò: «Non mi arrestano, mi accompagnano». 
Arrivato nella sua stanza d'albergo, racconta un testimone del tempo, Lutero "alzò le braccia in alto come fanno i vincitori nel torneo" esclamando: «Ce l'ho fatta!» («Ich bin hindurch»).

## Conseguenze e reazioni al discorso di Lutero
Carlo V convocò per il giorno successivo in una seduta separata i sette elettori e i maggiori principi e a sua volta disse: “Voi sapete che io discendo da un lungo lignaggio di imperatori cristiani di questa nobile nazione tedesca, dai re cattolici di Spagna, dagli arciduchi d'Austria e dai duchi di Borgogna. Essi sono stati tutti fedeli sino alla morte alla Chiesa di Roma e hanno difeso la fede cattolica e l'onore di Dio. Ho deciso di seguire i loro passi. Un solo frate che va contro tutta la cristianità di un migliaio di anni deve essere nell'errore. Perciò ho deciso di rischiare le mie terre, i miei amici, il mio corpo, il mio sangue, la mia vita e la mia anima. E non soltanto io, ma anche voi di questa nobile nazione tedesca, su cui cadrebbe eterna vergogna se per negligenza vostra dovesse sopravvivervi non dico l'eresia, ma il mero sospetto di eresia”.
Il giorno dopo la Dieta venne informata delle decisioni dell'imperatore: egli si dichiarava disposto a rispettare il salvacondotto che aveva concesso a Lutero e quindi gli concedeva d'allontanarsi; nel contempo però affermava di essere deciso ad «agire contro di lui come contro un eretico notorio» e chiedeva agli ordini che tenessero fede alla promessa che gli era stata fatta, cioè che avrebbero collaborato alla cattura del monaco qualora si fosse rifiutato di ritrattare.